# Persquen
Persquen település Franciaországban, Morbihan megyében. Lakosainak száma 358 fő (2022. január 1.). Persquen Locmalo, Bubry, Inguiniel és Lignol községekkel határos.

## Népesség
A település népességének változása:
| Lakosok száma | 623  | 531  | 399  | 335  | 329  | 335  | 346  | 351  | 351  | 358  |
|               | 1968 | 1982 | 1990 | 2006 | 2013 | 2015 | 2017 | 2019 | 2020 | 2022 |